# London Bridge Studios

Логотип London Bridge Studios

London Bridge Studios — студия звукозаписи расположенная в Сиэтле. Студия была основана братьями Риком и Раджем Парашарами в 1985 году, в настоящее время она принадлежит продюсерам Джеффу Отту, Джонатану Пламу и Эрику Лилавуа. Внутренний антураж студии был разработан известным дизайнером-архитектором Джеффом Тёрнером (Little Mountain Studios, Pinewood Studios). Площадь помещения составляет 5000 футов (460 м2), и включает себя: несколько отдельных комнат для записи, комнату с микшерным пультом, комнату для овердаббинга, а также комнату для отдыха и кухню. Для создания лучшей акустики, студия была оборудована высокими потолками, паркетными полами и кирпичными стенами. Название студии отсылает к известной песне «London Bridge Is Falling Down».

## История
Резкий скачок популярности музыкальной сцены Сиэтла в целом и гранжа в частности, в конце 1980-х и начале 1990-х годов, был частично обусловлен альбомами записанными на студии London Bridge Studios. Влиятельные коллективы этой эпохи, такие как Mother Love Bone, Temple of the Dog, Alice in Chains, Soundgarden и Pearl Jam, обеспечили студии международную известность. В настоящее время London Bridge Studios продолжает быть творческой меккой для исполнителей различных музыкальных жанров.
Знаменитая звуковая консоль студии, Neve 8048, была отреставрирована и восстановлена, наряду с приобретением новой консоли — SSL AWS и отдельного стеллажа для микрофонов. В настоящее время на London Bridge Studios записываются оркестровые партитуры, а также музыка для видеоигр и телевидения.

## Список альбомов записанных на студии
| - Alice in Chains — Demo #1 (1987) - Eternal Daze — Escapade (1987) - Mother Love Bone — Shine EP (1989) - Soundgarden — Louder Than Love (1989) - Mother Love Bone — Apple (1990) - Alice in Chains — Facelift (1990) - Temple of the Dog — Temple of the Dog (1991) - Pearl Jam — Ten (1991) - Alice in Chains — Sap (1992) - Singles: Original Motion Picture Soundtrack (1992) - Blind Melon — Blind Melon (1992) - Alice in Chains — Dirt (1992) - Candlebox — Candlebox (1993) - Hammerbox — Numb (1993) - Alice in Chains — Jar of Flies (1994) - Закк Уайлд — Pride & Glory (1994) - Sven Gali (1994) - Redbelly (1994) - Litfiba — Spirito (1994) - Into Another (1995) | - Candlebox — Lucy (1995) - Working Class Hero: A Tribute to John Lennon (1995) - Super 8 — Super 8 (1996) - Mollies Revenge — Every Dirty Word (1997) - Unwritten Law — Unwritten Law (1998) - Queensrÿche — Q2K (1999) - U.P.O. — No Pleasantries (2000) - Nickelback — Silver Side Up (2001) - Stereomud — Perfect Self (2001) - Anyone — Anyone (2001) - Epidemic — Epidemic (2002) - 3 Doors Down — Away from the Sun (2002) - Мелисса Этеридж (2004) - Longview (2005) - Алекс Ллойд (2005) - Wolves in the Throne Room — Two Hunters (2007) - 3 Inches of Blood (2007) - Блейк Льюис (2007) - Chimestone | - Ruth (2007) - MxPx (2007) - OneRepublic (2007) - Anberlin (2007) - Local H (2007) - 10 Years (2008) - Ivoryline (2008) - The Myriad (2008) - Brandi Carlile (2008) - The Moog — Razzmatazz Orfeum (2009) - Queensrÿche — American Soldier (2009) - Saving Arcadia — «Saving Arcadia» (2009) - A Hope Not Forgotten (2010) - Queensrÿche — Dedicated to Chaos (2011) - The Jane Austen Argument — «Somewhere Under The Rainbow» (2012) - Candlebox — Love Stories & Other Musings (2012) - Queensrÿche — Queensryche (2013) - Мегс Маклин — «It’s My Truck» (2015) - Potty Mouth — Potty Mouth (2015) |